# Гертруда Суплінбурзька
Гертру́да Суплінбу́рзька (нім. Gertrud von Süpplingenburg; 18 квітня 1115 — 18 квітня 1143) — герцогиня Баварії та Саксонії.

## Біографія
Була єдиною дитиною імператора правлячої династії Священної Римської імперії Лотара II та Ригензи Нортгеймської.
29 травня 1127 Гертруда вийшла заміж за Генріха X Гордого з династії Вельфів, який з 1126 року став герцогом Баварії.
Три роки після смерті Генріха 1 травня 1142 року вступила в шлюб з Генріхом II Австрійським.
Гертруда Суплінбурзька померла у 28 років у свій же день народження 1143 року.

## Родина
1 Чоловік — Генріх X Гордий (бл. 1108—1139), герцог Баварії та герцог Саксонії
Діти:
- Генріх Лев (1129—1195) — герцог Баварії (1156—1189) та герцог Саксонії (1142—1180)

2 Чоловік — Генріх II Австрійський (1107—1177), маркграф Австрії, згодом герцог Австрії
Діти:
- Ріхарда (1143—1200), в шлюбі з Генріхом V, ландграфом Штеффлінгу